# Гайдабура Михайло Денисович
Миха́йло Дени́сович Гайдабу́ра (* 13 травня 1909 — Вербове, сучасний Пологівський район — січень 1942, Севастополь) — український радянський письменник, критик та журналіст.

## Життєпис
Змалку наймитував, допомагав батькові у кузні. За радянських часів виступав у драмгуртку, завідував клубом, організував роботу бібліотеки.
В 1928—1931 роках навчався на робітфаці Київського художнього інституту, повернувся до праці у своє село, вчителював у школі.
1929 року в московському журналі «Батрак» вийшло його перше оповідання «Межа».
В 1933—1935 роках служив на Балтійському флоті, це врятувало його від голодної смерті, котра у тому часі лютувала в українських селах.
З 1935 року працював у газеті політради Пологівської МТС, по тому — у гуляйпільській районній газеті, 1939 — штатний пропагандист Гуляйпільського райкому.
1938 року в Києві вийшла його єдина прижиттєва книга оповідань «У морі», того ж року прийнятий до Спілки письменників України. Схвальну рецензію на цю книгу написав О. Копиленко.
На початку липня 1941 записався добровольцем в РА — спочатку на військовому кораблі Балтійського флоту, згодом воював у Севастополі — командував підрозділом морської піхоти.
В травні 1970 рішенням Запорізької обласної організації Спілки письменників України обласному літературному об'єднанню присвоєне його ім'я.
В республіканському Будинку письменників на меморіальній дошці зі словами П.Тичини «Були свідомі свого меча» викарбувані імена літераторів, серед них і Гайдабури.
Його син, Гайдабура Валерій Михайлович, доктор мистецтвознавства, заслужений діяч мистецтв України.